# Платиноїди
Платино́їди (МПГ) — метали платинової групи. Крім платини (Pt), до платиноїдів належать паладій (Pd), іридій (Ir), родій (Rh), осмій (Os) і рутеній (Ru). Вони мають подібні хімічні та фізичні властивості, що призводить до їхнього спільного залягання в мінералах.
Платина вивезена з Америки першими конкістадорами на початку XVI ст.; перший науковий опис її виконаний Уатсоном в 1742 р. У її складі були виявлені інші платиноїди: паладій і родій — англійським вченим У. Волластоном в 1803 р., іридій і осмій — англійським хіміком К. Клаусом в 1844 р. Платиноїди використовуються як каталізатори (50 %), в електротехнічній, автомобільній, медичній промисловості (25 %), при виробництві хімічної апаратури і антикорозійних покриттів (15 %), в ювелірних виробах (10 %).
| H  |    |    |    |    |    |    |    |    |    |    |    |    |    |    |    |    |    | He |
| Li | Be |    |    |    |    |    |    |    |    |    |    |    | B  | C  | N  | O  | F  | Ne |
| Na | Mg |    |    |    |    |    |    |    |    |    |    |    | Al | Si | P  | S  | Cl | Ar |
| K  | Ca | Sc |    | Ti | V  | Cr | Mn | Fe | Co | Ni | Cu | Zn | Ga | Ge | As | Se | Br | Kr |
| Rb | Sr | Y  |    | Zr | Nb | Mo | Tc | Ru | Rh | Pd | Ag | Cd | In | Sn | Sb | Te | I  | Xe |
| Cs | Ba | La | *  | Hf | Ta | W  | Re | Os | Ir | Pt | Au | Hg | Tl | Pb | Bi | Po | At | Rn |
| Fr | Ra | Ac | ** | Rf | Db | Sg | Bh | Hs | Mt | Ds | Rg |    |    |    |    |    |    |    |
| -- | -- | -- | -- | -- | -- | -- | -- | -- | -- | -- | -- | -- | -- | -- | -- | -- | -- | -- |
|    |    |    |    |    |    |    |    |    |    |    |    |    |    |    |    |    |    |    |
|    |    |    | *  | Ce | Pr | Nd | Pm | Sm | Eu | Gd | Tb | Dy | Ho | Er | Tm | Yb | Lu |    |
|    |    |    | ** | Th | Pa | U  | Np | Pu | Am | Cm | Bk | Cf | Es | Fm | Md | No | Lr |    |

| Метали платинової групи у періодичній системі елементів |

## Класифікація покладів
Платиноїди формують групи:
- самородних елементів,
- невпорядкованих твердих розчинів,
- інтерметалевих сполук,
- арсенідів і сульфідів.

До самородних належать платина, іридій і паладій.
Серед твердих розчинів слід відзначити такі: поліксен Pt, Fe (Pt 77-89), фероплатина Fe, Pt (Pt 70-81), паладіїста платина Pt, Pd (Pd 10-40), іридіїста платина Pt, Ir (Ir 10-15), осмистий іридій — нев'янськіт Ir, Os (Ir 45-70, Os 30-49) іридіїстий осмій — сисертськіт Os, Ir (Os 60, Ir 30), родієвий нев'янськіт Ir, Os, Ru (Ir 70, Rh 11, Os 17).
Представниками інтерметалів можуть служити ауриди на зразок купроауриду (Cu, Pd)3Au2, станіди на зразок ніґліїту (Pt, Pd)3Sn, бісмутити на зразок фрудиту PdBi2, плюмбіди, телуриди.
До арсенідів належить спериліт PtAs2(Pt 56,5)
До сульфідів — куперит PtS (Pt 79-86), брегіт (Pt, Pd, Ni) S (Pt 32-58, Pd 17-38), висоцькіт (Pd, Ni) S (Pd 59,5), холінгвортит (Rh, Pt)(As, S)2(Pt 20, Rh 25) і лаурит RuS2 (Ru 61-65).

## Застосування
Платиноїди використовуються:
- як каталізатори (50 %);
- в електротехнічній, автомобільній, медичній промисловості (25 %);
- при виробництві хімічної апаратури і антикорозійних покриттів (15 %);
- у ювелірних виробах (10 %).